# Квадратний м'яз стегна
Квадратний м'яз стегна (musculus quadratus femoris) має вигляд чотирикутної пластинки, розташований між нижнім близнюковим м'язом вгорі і верхнім краєм короткого привідного м'яза знизу. М'язові пучки розташовані горизонтально. Квадріцепс відноситься до попередньої групи м'язів стегна.
Початок: від зовнішнього краю сідничного горба сідничної кістки.
Прикріплення: до верхньої частини міжвертлюгового гребеня стегнової кістки.
Функція: обертає стегно назовні.
Кровопостачання: нижня сіднична артерія, присередня огинальна артерія стегна і затульна артерія.
Іннервація: сідничний нерв (L4-S1).
Чотириголовий м'яз стегна складається із чотирьох головок: прямий, бічний,латеральний,медіальний,проміжний та широкий.
Прямий м'яз (m.rectus femoris) - початок: від передньої нижньої клубової ості;
Латеральний та медіальний широкі м'язи - початок: на горбистості проксимального епіфіза стегнової кістки від однойменних боків кістки;
Проміжний широкий м'яз-початок: від передньої поверхні стегнової кістки, розміщений під прямим м'язом.
Усі чотири головки м'яза з'єднуються в спільний міцний сухожилок і утворюють зв'язку наколінника.